# Constituição da República Romana
A constituição da República Romana é um nome normalmente utilizado por especialistas para se referir ao conjunto de regras e princípios, escritos ou não, que determinavam o que era permitido ou proibido dentro dos limites estabelecidos de soberania da antiga Roma republicana. Tal constituição era invocada para resolver disputas de competência entre diferentes poderes e instituições ou quando mudanças nas práticas políticas eram necessárias. Os romanos acreditavam que sua constituição havia sido constituída pela acumulação da sabedoria de seus antepassados e não por um ato pontual de legislação e, consequentemente, não existia um texto legal unificado que codificasse a prática constitucional. Precedentes (mos maiorum, isto é, costume ancestral) eram reivindicados como argumento legal, a continuidade era normalmente desejável e os princípios republicanos eram tidos em larga medida como frutos da tradição. Esse sistema político era conhecido como res publica, expressão latina que, grosso modo, pode ser traduzida por “coisa pública”.

## Documentos
Os relatos tardios de Tito Lívio e Dionísio de Halicarnasso tratam das primeiras fases da história da república romana e são praticamente as únicas fontes extensas sobre o período. A história da república tardia, contudo, é muito bem documentada, sobretudo em discursos e cartas de Cícero, leis inscritas em bronze, decretos do senado romano e textos de historiadores e outros autores. Cícero escreveu seu diálogo político A República provavelmente em meados do século I, pouco depois do colapso da ordem republicana.

## Surgimento
O surgimento da República Romana é tradicionalmente colocado no ano 510 a.C., quando (como dito em Lívio, 2.1-2) o último rei romano teria sido expulso e o sistema monárquico teria sido substituído por magistrados nomeados anualmente. A partir de então, passou-se a eleger dois cônsules que deveriam permanecer no cargo por um ano e convocar eleições para seus sucessores. A ausência de documentação expressiva sobre este período torna difícil verificar a autenticidade desses relatos ou de fornecer detalhes mais expressivos sobre o processo político. É altamente provável que muitas das instituições republicanas já existissem no período monárquico, algo sugerido por Cícero no livro 2 da República. Relatos tardios referem-se aos primórdios da república como um período de disputa entre plebeus (a maioria da população) e patrícios (uma minoria que teria controle dos principais cargos políticos). Essas duas “castas” de cidadãos, dizem as fontes antigas, teriam tido instituições exclusivas que se sobrepunham e conflitavam, algumas das quais teriam permanecido ativas até o período republicano tardio.
A função de ditador romano foi criada provavelmente em 501 a.C. Em 449 a.C., o senado  teria aprovado a Lei das Doze Tábuas. Em 443 a.C., foi introduzido o cargo de censor. A permissão para que plebeus concorressem ao cargo de cônsul veio em 367 a.C..

## Funcionamento constitucional
Não havia nada na República Romana que fosse similar à nossa concepção moderna de governo ou administração, uma vez que os magistrados romanos não formavam um grupo coerente de burocratas associados a políticas exclusivas. O conflito entre esses magistrados era muito mais comum que a cooperação. O bom funcionamento da ordem republicana dependia da colaboração entre assembleias, magistrados e senadores.

### Assembleias
| Assembleia            | Composição                                  | Estrutura                                 | Eleições                         | Funções judicias |
| --------------------- | ------------------------------------------- | ----------------------------------------- | -------------------------------- | ---------------- |
| Assembleia das cúrias | 30 lictores, um para representar cada cúria | 30 cúrias, 10 de cada uma das três tribos | nenhuma                          | nenhuma          |
| Centuriata            | todos os cidadãos                           | 193 centúrias                             | cônsul, pretor, censor           | penas capitais   |
| Populi tributa        | todos os cidadãos                           | 35 tribos: 4 urbanas e 31 rurais          | edil, questor e tribuno consular | crimes graves    |
| Conselho da plebe     | todos os plebeus                            | 35 tribos                                 | tribuno da plebe                 | nenhuma          |

Na teoria, os órgãos soberanos em Roma eram as assembleias (comitia) do povo romano (representado pelo populus Romanus (plebeus e patrícios) ou pela plebs Romana (apenas plebeus). Em determinados períodos, eles também foram responsáveis por julgar crimes. Esses órgãos eram responsáveis pelas eleições para magistrado e pela aprovação de leis. Todos os cidadãos romanos do gênero masculino tinham direito de voto, inclusive escravos libertos e, mais tarde, cidadãos de comunidades adjacentes. Não havia debates ou discussões nas assembleias, mas em uma reunião separada conhecida como contio, cuja convocação era responsabilidade de magistrados.
Os votos romanos nunca tinham o mesmo valor. Os votos eram contabilizados por grupos e não, como ocorria na Atenas clássica, por indivíduo. As assembleias romanas eram organizadas por princípios como as cúrias (assembleia das cúrias), as centúrias (assembleia das centúrias) e as tribos (assembleia tribal).  Na assembleia das centúrias do período republicano tardio, o grupo ao qual um cidadão pertencia era definido, sobretudo, por propriedade e idade. A formulação final era elaborada de forma a produzir uma maior influência por parte dos mais ricos e mais velhos.

### Magistrados
Os principais magistrados romanos eram o ditador, o censor, o cônsul, o pretor, o edil, o questor e o tribuno da plebe. O ditador era superior a todos os outros cargos e era acompanhado por 24 lictores. Ele deveria ser escolhido pelos cônsules em situação emergencial por requisição do senado e não poderia governar por mais de seis meses. O ditador possuía o imperium (poder) de controlar homens dentro e fora de Roma e o auspício de consultar os deuses em nome da cidade.
Dois cônsules eram eleitos em votações na assembleia das centúrias. Eram nomeados para atuar por um ano apenas, mas poderiam ser reeleitos após um intervalo fixo de dez anos. Possuíam o imperium de controlar homens dentro e fora de Roma, além do direito exclusivo de convocar e realizar eleições para magistrados. Um cidadão deveria ter ao menos 42 anos para ser eleito para o cargo de cônsul (patrícios poderiam ser eleitos a partir dos 40).
Dois censores eram eleitos na assembleia das centúrias para servir por 18 meses. A função, normalmente cumprida por ex-cônsules, consistia em revisões de listas senatoriais e na exclusão de senadores indesejáveis (ou inclusão de senadores bem quistos). O censor também era responsável pela fiscalização da moral e dos costumes.
Os questores e edis eram mais numerosos e tinham funções relativamente restritas. Ambos eram eleitos pela assembleia tribal, sendo os primeiros responsáveis pelo controle do tesouro, dos arquivos e das finanças, enquanto os segundos organizavam jogos anuais e fiscalizavam ruas e mercados, além de se responsabilizarem pelo suprimento de alimentos.
O tribuno da plebe tinha poder de veto contra qualquer decisão de outro magistrado ou decreto senatorial. Ele poderia intervir pela proteção dos direitos de qualquer cidadão, exceto se essa ação contrariasse as intenções de um ditador. Eles também detinham o poder de propor leis para a assembleia tribal.
Os pretores eram líderes políticos eleitos para comandar exércitos fora de Roma. Cumpriam um termo de um ano, e eram escolhidos pela assembleia das centúrias após a decisão de um cônsul. Esse cargo foi introduzido pela primeira vez no ano 366 a.C. e, na época de Lúcio Cornélio Sula, existiam pelo menos 8 pretores na República.

### Senado

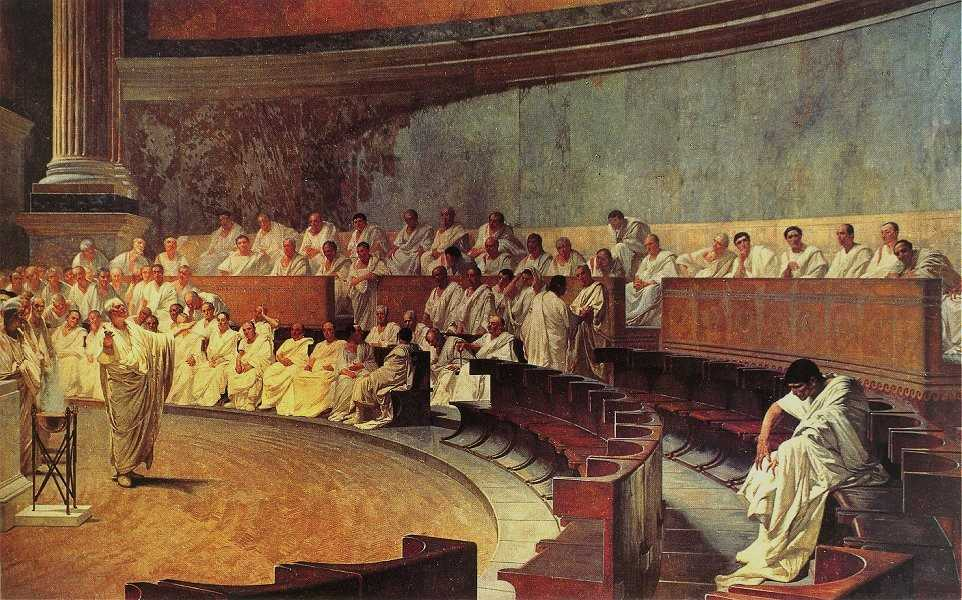
Afresco Cícero denuncia Catilina que representa o senado romano reunido na Cúria Hostília. Palazzo Madama, Roma.

O  senadoera uma instituição constitucional formada, em geral, por ex-magistrados. Nos últimos anos da República Romana, por exemplo, era dado que questores se tornassem senadores. Os senadores possuíam uma influência vitalícia sobre os rumos da política romana, embora seus poderes fossem limitados. O senado não podia eleger magistrados, não podia propor leis diretamente e nem aprovava leis. Seus decretos eram, formalmente, como conselhos, e não tinham a mesma natureza de deliberações realizadas nas assembleias. Era o prestígio dos senadores que imprimia a seus conselhos um caráter decisório importante, mas os magistrados tinham o poder de ignorá-los e desafiar o senado.
Os decretos senatoriais tratavam de temas como política externa, política militar, assuntos religiosos e questões financeiras. Em alguns assuntos, era efetivamente o senado que detinha o poder de tomar decisões, como na escolha anual de quais legiões seriam deslocadas para cada província e quais seriam seus comandantes (pretorr, cônsul ou promagistrado).